# Bevettek huszárnak
A Bevettek huszárnak egy csallóközi magyar népdal, amely feltehetőleg 1881-ben keletkezett.

## Kotta és dallam
| 1. Bevettek huszárnak, De lovat nem adtak, Csak gyalog járattak. | 2. Kérem a kapitányt, Adjon egy paripát, Adjon egy paripát Jól viselem gondját. | 3. Kapitány azt mondja: Itt van száz remonda, Válasszál belőle. | 4. Amint ott sétálok, Egyszer csak megállok Egy deres csikónak Faránál megállok. | 5. Ez a ló ez lesz jó, Ez a deres csikó, Ez a deres csikó Huszár alá való. |

| 6. Huszár a hátára, Kard az oldalára Úgy megy a csatára. | 7. Megkötöm a lovamat Szomorú fűzfához Onnan nézek vissza A kedves babámhoz. | 8. Istenem, Istenem, Mikor lesz énnekem, Mikor lesz énnekem Szép, szabad életem. | 9. Akkor lesz énnekem, Szép, szabad életem, Majd ha a száraz ág Piros rózsát terem. | 10. Pedig a száraz ág Piros rózsát nem terem, Nem is lesz énnekem Szép, szabad életem. |